# M54 (astronomia)
M 54 (conosciuto anche come NGC 6715) è un ammasso globulare visibile nella costellazione del Sagittario.

## Osservazione

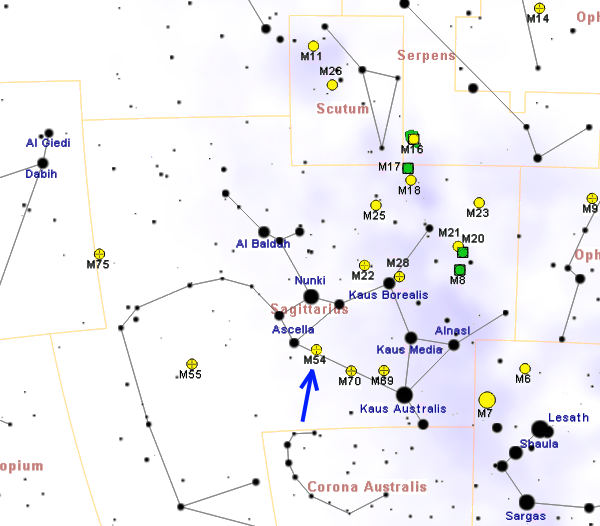
Mappa per individuare M54.

M54 si individua con facilità circa 2° a sud-ovest della stella ζ Sagittarii; può essere scorto anche con un binocolo 10x50, seppur con diverse difficoltà, sotto un ottimo cielo, mentre in condizioni non ottimali occorrono strumenti più potenti. Per iniziare la risoluzione in stelle occorrono strumenti avanzati, come un telescopio con un'apertura da almeno 250-300mm e sotto un cielo in condizioni ottimali.
M54 può essere osservato con discreta facilità da gran parte delle aree popolate della Terra, grazie al fatto che è situato a una declinazione non eccessivamente australe: in alcune aree del Nord Europa e del Canada, nei pressi del circolo polare artico, la sua visibilità è comunque impossibile, mentre nell'Europa centrale appare molto basso; dall'emisfero sud M54 è ben visibile alto nelle notti dell'inverno australe. Il periodo migliore per la sua osservazione nel cielo serale è quello compreso fra giugno e ottobre.

## Storia delle osservazioni
M54 fu scoperto da Charles Messier nel 1788 che lo descrive così: "Nebulosa molto brillante, scoperta nel Sagittario... È brillante nel centro e non contiene stelle, vista con un telescopio acromatico da 3.5 piedi (lunghezza focale)". Fu risolto per la prima volta da John Herschel, che lo riconobbe come un ammasso globulare.

## Caratteristiche
Per molto tempo si è ritenuto che M54 si trovasse a circa 50.000 anni luce dalla Terra, ma nel 1994 si è scoperto che M54 non appartiene alla Via Lattea, ma più probabilmente alla Galassia Nana Ellittica del Sagittario, in inglese Sagittarius Dwarf Elliptical Galaxy (sagDEG). In base ai nuovi dati, M54 è quindi diventato il primo ammasso globulare extragalattico mai scoperto. Le stime moderne pongono M54 a circa 87.000 anni luce e si ritiene abbia un raggio di 150-200 anni luce. A tale distanza M54 sarebbe uno degli ammassi globulari più luminosi che si conoscano, superato nella nostra galassia solo da Omega Centauri.
M54 ha almeno 82 variabili note, la maggioranza delle quali appartiene al tipo RR Lyrae, ma vi sono anche due variabili rosse semiregolari con periodi di 77 e 101 giorni. È uno degli ammassi globulari più densi, appartenente alla classe III (alla classe I appartengono gli ammassi più densi, alla classe XII quelli meno densi). Recede da noi alla velocità di 130 km/s.

### Libri
- (EN) Stephen James O'Meara, Deep Sky Companions: The Messier Objects, Cambridge University Press, 1998, ISBN 0-521-55332-6.

### Carte celesti
- Toshimi Taki, Taki's 8.5 Magnitude Star Atlas, su geocities.jp, 2005. URL consultato il 7 novembre 2010 (archiviato dall'url originale il 5 novembre 2018). - Atlante celeste liberamente scaricabile in formato PDF.
- Tirion, Rappaport, Lovi, Uranometria 2000.0 - Volume II - The Southern Hemisphere to +6°, Richmond, Virginia, USA, Willmann-Bell, inc., 1987, ISBN 0-943396-15-8.
- Tirion, Sinnott, Sky Atlas 2000.0 - Second Edition, Cambridge, USA, Cambridge University Press, 1998, ISBN 0-933346-90-5.
- Tirion, The Cambridge Star Atlas 2000.0, 3ª ed., Cambridge, USA, Cambridge University Press, 2001, ISBN 0-521-80084-6.